# 紀北

紀伊国

紀北（きほく）は、紀伊国（現 和歌山県全域と三重県南部の東紀州）の北部である。紀北地方・紀北地域・紀北エリアなどとも呼ぶ。
紀中と紀南に、あるいは紀南に対する。
古い地名ではなく、和歌山県では紀北・紀南の初出は1916年とされ、大正以降に次第に使われるようになる。
三重県では、古くは明治30年（1897年）に北牟婁郡長島村で開業した紀北商業銀行（現・百五銀行）の名称に「紀北」の名が見られる。また、明治30年代後半になると、伊勢新聞の見出しにおいて「北牟婁郡」に代わり「紀北」という呼称が次第に使われるようになった。
ただし基本的に、和歌山県と三重県のそれぞれで県土の紀伊国部分の北部を紀北と呼び、県外は考慮しない。紀伊国はU字型をしているため、その北部であっても両県の紀北は接しておらず（間に奈良県吉野がある）、全体を合わせて紀北と呼ぶことはまずない。

## 区分一覧
| 県       | 区分 | 区分 | 区分 | 旧郡   | 旧郡   | 旧郡            | 現在の市町村     | 現在の市町村 |
| 県       | 3分  | 2分  | 2分  | 古代   | 近世   | 明治            | 市               | 町村数       |
| -------- | ---- | ---- | ---- | ------ | ------ | --------------- | ---------------- | ------------ |
| 和歌山県 | 紀北 | 紀北 | 紀北 | 海部郡 | 海部郡 | 海草郡 和歌山市 | 和歌山市・海南市 | 1町          |
| 和歌山県 | 紀北 | 紀北 | 紀北 | 名草郡 |        | 海草郡 和歌山市 | 和歌山市・海南市 | 1町          |
| 和歌山県 | 紀北 | 紀北 | 紀北 | 那賀郡 | 那賀郡 | 那賀郡          | 紀の川市・岩出市 | 0            |
| 和歌山県 | 紀北 | 紀北 | 紀北 | 伊都郡 | 伊都郡 | 伊都郡          | 橋本市           | 3町          |
| 和歌山県 | 紀中 | 紀北 | 紀北 | 有田郡 | 有田郡 | 有田郡          | 有田市           | 3町          |
| 和歌山県 | 紀中 | 紀南 | 紀北 | 日高郡 | 日高郡 | 日高郡          | 御坊市           | 6町          |
| 和歌山県 | 紀南 | 紀南 | 紀南 | 牟婁郡 | 牟婁郡 | 西牟婁郡        | 田辺市           | 3町          |
| 和歌山県 | 紀南 | 紀南 | 紀南 | 牟婁郡 | 牟婁郡 | 東牟婁郡        | 新宮市           | 4町1村       |
| 三重県   | 紀南 | 紀南 | 紀南 | 牟婁郡 | 牟婁郡 | 南牟婁郡        | 熊野市           | 3町          |
| 三重県   | 紀北 | 紀北 | 紀北 | 英虞郡 | 牟婁郡 | 北牟婁郡        | 尾鷲市           | 1町          |

## 各県の紀北

### 和歌山県
北中南に3分する場合、旧海草郡（および和歌山市）・那賀郡・伊都郡が紀北である。
南北に2分する場合、旧有田郡を加える、あるいはさらに旧日高郡を加える。最も広義の場合、3分した場合の紀北と紀中にあたる。なお2005年より日高郡龍神村が田辺市龍神村となっているので、この地域は除外される。
より狭く、海南市・海草郡紀美野町を除外することもある。
いずれも場合も、中心都市は和歌山市で和歌山都市圏を形成する。
2分する場合の広義の紀北は、上古（大化の改新前）の紀伊国とほぼ一致する。紀南は当時は熊野国だった。
3分する場合の紀北に属する3旧郡は、およそ紀ノ川流域にほぼ一致する。2分する場合の紀北に含まれる旧有田郡は有田川流域、旧日高郡は日高川流域にほぼ一致する。

### 三重県

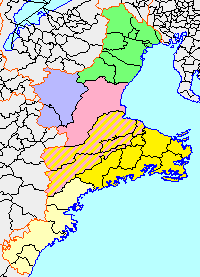
東紀州。北東の2市町が紀北。

東紀州（三重県の南部、紀伊国の東部）が南北に2分される。旧北牟婁郡（尾鷲市・紀北町）が紀北である。ただし1953年に南牟婁郡南輪内村が尾鷲市の一部となり、1957年に北牟婁郡錦町が度会郡紀勢町錦（現大紀町錦）となったので、現在の範囲はかつての北牟婁郡と少し異なっている。
2005年に誕生した紀北町と紛らわしいため、現在では紀北地域・紀北地区と呼ぶことが多い。行政上はこの1市1町で紀北広域連合を作っている。県の生活創造圏では尾鷲生活創造圏とされる。
三重県は東紀州など5地域に分けることが多いが、紀北・紀南（または相当する別名）など7 - 10地域に分けることもある。
紀北は三重県の中では南部だが、紀伊国の中では北東部に位置し、中心都市尾鷲市の緯度は和歌山県有田市と同程度である。
紀北は古代・中世には紀伊国ではなく志摩国英虞郡だった。天文 - 天正（1532年 - 1592年）ごろ、紀伊国牟婁郡に移された。